# Lijst van agamen
Onderstaand een lijst van alle soorten agamen (Agamidae). Er zijn 505 soorten in 66 geslachten. Negentien geslachten zijn monotypisch en worden vertegenwoordigd door één soort. 
- Acanthocercus adramitanus
- Acanthocercus annectans
- Acanthocercus atricollis
- Acanthocercus branchi
- Acanthocercus cyanocephalus
- Acanthocercus cyanogaster
- Acanthocercus gregorii
- Acanthocercus guentherpetersi
- Acanthocercus kiwuensis
- Acanthocercus minutus
- Acanthocercus phillipsii
- Acanthocercus ugandaensis
- Acanthocercus yemensis
- Acanthosaura armata
- Acanthosaura bintangensis
- Acanthosaura brachypoda
- Acanthosaura capra
- Acanthosaura cardamomensis
- Acanthosaura coronata
- Acanthosaura crucigera
- Acanthosaura lepidogaster
- Acanthosaura murphyi
- Acanthosaura nataliae
- Acanthosaura phuketensis
- Acanthosaura titiwangsaensis
- Agama aculeata
- Agama africana
- Agama agama
- Agama anchietae
- Agama armata
- Agama atra
- Agama bocourti
- Agama boensis
- Agama bottegi
- Agama boueti
- Agama boulengeri
- Agama caudospinosa
- Agama cristata
- Agama doriae
- Agama etoshae
- Agama finchi
- Agama gracilimembris
- Agama hartmanni
- Agama hispida
- Agama hulbertorum
- Agama impalearis
- Agama insularis
- Agama kaimosae
- Agama kirkii
- Agama knobeli
- Agama lanzai
- Agama lebretoni
- Agama lionotus
- Agama lucyae
- Agama montana
- Agama mossambica
- Agama mucosoensis
- Agama mwanzae
- Agama parafricana
- Agama paragama
- Agama persimilis
- Agama picticauda
- Agama planiceps
- Agama robecchii
- Agama rueppelli
- Agama sankaranica
- Agama somalica
- Agama spinosa
- Agama sylvana
- Agama tassiliensis
- Agama turuensis
- Agama weidholzi
- Amphibolurus burnsi
- Amphibolurus centralis
- Amphibolurus muricatus
- Amphibolurus norrisi
- Aphaniotis acutirostris
- Aphaniotis fusca
- Aphaniotis ornata
- Bronchocela burmana
- Bronchocela celebensis
- Bronchocela cristatella
- Bronchocela danieli
- Bronchocela hayeki
- Bronchocela jubata
- Bronchocela marmorata
- Bronchocela orlovi
- Bronchocela rayaensis
- Bronchocela rubrigularis
- Bronchocela shenlong
- Bronchocela smaragdina
- Bronchocela vietnamensis
- Bufoniceps laungwalaensis
- Calotes bachae
- Calotes bhutanensis
- Calotes calotes
- Calotes ceylonensis
- Calotes chincollium
- Calotes desilvai
- Calotes emma
- Calotes grandisquamis
- Calotes htunwini
- Calotes irawadi
- Calotes jerdoni
- Calotes liocephalus
- Calotes liolepis
- Calotes manamendrai
- Calotes maria
- Calotes medogensis
- Calotes minor
- Calotes mystaceus
- Calotes nemoricola
- Calotes nigrilabris
- Calotes nigriplicatus
- Calotes pethiyagodai
- Calotes versicolor
- Ceratophora aspera
- Ceratophora erdeleni
- Ceratophora karu
- Ceratophora stoddartii
- Ceratophora tennentii
- Chelosania brunnea
- Chlamydosaurus kingii
- Complicitus nigrigularis
- Cophotis ceylanica
- Cophotis dumbara
- Coryphophylax brevicaudus
- Coryphophylax subcristatus
- Cristidorsa otai
- Cristidorsa planidorsata
- Cryptagama aurita
- Ctenophorus adelaidensis
- Ctenophorus butlerorum
- Ctenophorus caudicinctus
- Ctenophorus chapmani
- Ctenophorus clayi
- Ctenophorus cristatus
- Ctenophorus decresii
- Ctenophorus femoralis
- Ctenophorus fionni
- Ctenophorus fordi
- Ctenophorus gibba
- Ctenophorus graafi
- Ctenophorus infans
- Ctenophorus isolepis
- Ctenophorus macropus
- Ctenophorus maculatus
- Ctenophorus maculosus
- Ctenophorus mckenziei
- Ctenophorus mirrityana
- Ctenophorus nguyarna
- Ctenophorus nuchalis
- Ctenophorus ornatus
- Ctenophorus parviceps
- Ctenophorus pictus
- Ctenophorus reticulatus
- Ctenophorus rubens
- Ctenophorus rufescens
- Ctenophorus salinarum
- Ctenophorus scutulatus
- Ctenophorus slateri
- Ctenophorus tjantjalka
- Ctenophorus vadnappa
- Ctenophorus yinnietharra
- Dendragama australis
- Dendragama boulengeri
- Dendragama dioidema
- Diploderma batangensis
- Diploderma brevicauda
- Diploderma brevipes
- Diploderma chapaense
- Diploderma drukdaypo
- Diploderma dymondi
- Diploderma fasciata
- Diploderma flaviceps
- Diploderma grahami
- Diploderma hamptoni
- Diploderma iadinum
- Diploderma laeviventre
- Diploderma luei
- Diploderma makii
- Diploderma micangshanensis
- Diploderma ngoclinensis
- Diploderma polygonatum
- Diploderma slowinskii
- Diploderma splendidum
- Diploderma swinhonis
- Diploderma varcoae
- Diploderma vela
- Diploderma yulongense
- Diploderma yunnanense
- Diploderma zhaoermii
- Diporiphora adductus
- Diporiphora albilabris
- Diporiphora ameliae
- Diporiphora amphiboluroides
- Diporiphora arnhemica
- Diporiphora australis
- Diporiphora bennettii
- Diporiphora bilineata
- Diporiphora convergens
- Diporiphora lalliae
- Diporiphora linga
- Diporiphora magna
- Diporiphora margaretae
- Diporiphora nobbi
- Diporiphora paraconvergens
- Diporiphora phaeospinosa
- Diporiphora pindan
- Diporiphora reginae
- Diporiphora superba
- Diporiphora valens
- Diporiphora vescus
- Diporiphora winneckei
- Draco abbreviatus
- Draco beccarii
- Draco biaro
- Draco bimaculatus
- Draco blanfordii
- Draco boschmai
- Draco caerulhians
- Draco cornutus
- Draco cristatellus
- Draco cyanopterus
- Draco dussumieri
- Draco fimbriatus
- Draco formosus
- Draco guentheri
- Draco haematopogon
- Draco indochinensis
- Draco iskandari
- Draco jareckii
- Draco lineatus
- Draco maculatus
- Draco maximus
- Draco melanopogon
- Draco mindanensis
- Draco modiglianii
- Draco norvillii
- Draco obscurus
- Draco ornatus
- Draco palawanensis
- Draco quadrasi
- Draco quinquefasciatus
- Draco reticulatus
- Draco rhytisma
- Draco spilonotus
- Draco spilopterus
- Draco sumatranus
- Draco supriatnai
- Draco taeniopterus
- Draco timoriensis
- Draco volans
- Draco walkeri
- Gonocephalus abbotti
- Gonocephalus bellii
- Gonocephalus beyschlagi
- Gonocephalus bornensis
- Gonocephalus chamaeleontinus
- Gonocephalus doriae
- Gonocephalus grandis
- Gonocephalus interruptus
- Gonocephalus klossi
- Gonocephalus kuhlii
- Gonocephalus lacunosus
- Gonocephalus liogaster
- Gonocephalus megalepis
- Gonocephalus mjobergi
- Gonocephalus semperi
- Gonocephalus sophiae
- Gowidon longirostris
- Harpesaurus beccarii
- Harpesaurus borneensis
- Harpesaurus ensicauda
- Harpesaurus modiglianii
- Harpesaurus tricinctus
- Hydrosaurus amboinensis
- Hydrosaurus pustulatus
- Hydrosaurus weberi
- Hypsicalotes kinabaluensis
- Hypsilurus auritus
- Hypsilurus binotatus
- Hypsilurus bruijnii
- Hypsilurus capreolatus
- Hypsilurus geelvinkianus
- Hypsilurus godeffroyi
- Hypsilurus hikidanus
- Hypsilurus longi
- Hypsilurus macrolepis
- Hypsilurus magnus
- Hypsilurus modestus
- Hypsilurus nigrigularis
- Hypsilurus ornatus
- Hypsilurus papuensis
- Hypsilurus schoedei
- Hypsilurus schultzewestrumi
- Hypsilurus tenuicephalus
- Intellagama lesueurii
- Japalura andersoniana
- Japalura dasi
- Japalura kumaonensis
- Japalura major
- Japalura sagittifera
- Japalura tricarinata
- Japalura variegata
- Laudakia agrorensis
- Laudakia dayana
- Laudakia melanura
- Laudakia nupta
- Laudakia nuristanica
- Laudakia pakistanica
- Laudakia papenfussi
- Laudakia sacra
- Laudakia tuberculata
- Laudakia wui
- Leiolepis belliana
- Leiolepis boehmei
- Leiolepis guentherpetersi
- Leiolepis guttata
- Leiolepis ngovantrii
- Leiolepis peguensis
- Leiolepis reevesii
- Leiolepis rubritaeniata
- Leiolepis triploida
- Lophocalotes achlios
- Lophocalotes ludekingi
- Lophognathus gilberti
- Lophognathus horneri
- Lophognathus maculilabris
- Lophosaurus boydii
- Lophosaurus dilophus
- Lophosaurus spinipes
- Lyriocephalus scutatus
- Malayodracon robinsonii
- Mantheyus phuwuanensis
- Microauris aurantolabium
- Moloch horridus
- Monilesaurus acanthocephalus
- Monilesaurus ellioti
- Monilesaurus montanus
- Monilesaurus rouxii
- Oriocalotes paulus
- Otocryptis beddomei
- Otocryptis nigristigma
- Otocryptis wiegmanni
- Paralaudakia badakhshana
- Paralaudakia bochariensis
- Paralaudakia caucasia
- Paralaudakia erythrogaster
- Paralaudakia himalayana
- Paralaudakia lehmanni
- Paralaudakia microlepis
- Paralaudakia stoliczkana
- Phoxophrys borneensis
- Phoxophrys cephalum
- Phoxophrys nigrilabris
- Phoxophrys spiniceps
- Phoxophrys tuberculata
- Phrynocephalus ahvazicus
- Phrynocephalus ananjevae
- Phrynocephalus arabicus
- Phrynocephalus axillaris
- Phrynocephalus clarkorum
- Phrynocephalus erythrurus
- Phrynocephalus euptilopus
- Phrynocephalus forsythii
- Phrynocephalus frontalis
- Phrynocephalus golubewii
- Phrynocephalus guttatus
- Phrynocephalus helioscopus
- Phrynocephalus interscapularis
- Phrynocephalus lutensis
- Phrynocephalus luteoguttatus
- Phrynocephalus maculatus
- Phrynocephalus mystaceus
- Phrynocephalus ornatus
- Phrynocephalus persicus
- Phrynocephalus przewalskii
- Phrynocephalus putjatai
- Phrynocephalus raddei
- Phrynocephalus reticulatus
- Phrynocephalus roborowskii
- Phrynocephalus rossikowi
- Phrynocephalus sakoi
- Phrynocephalus scutellatus
- Phrynocephalus strauchi
- Phrynocephalus theobaldi
- Phrynocephalus versicolor
- Phrynocephalus vlangalii
- Physignathus cocincinus
- Pogona barbata
- Pogona henrylawsoni
- Pogona microlepidota
- Pogona minor
- Pogona mitchelli
- Pogona nullarbor
- Pogona vitticeps
- Psammophilus blanfordanus
- Psammophilus dorsalis
- Pseudocalotes andamanensis
- Pseudocalotes austeniana
- Pseudocalotes baliomus
- Pseudocalotes bapoensis
- Pseudocalotes brevipes
- Pseudocalotes cybelidermus
- Pseudocalotes dringi
- Pseudocalotes drogon
- Pseudocalotes flavigula
- Pseudocalotes floweri
- Pseudocalotes guttalineatus
- Pseudocalotes kakhienensis
- Pseudocalotes khaonanensis
- Pseudocalotes kingdonwardi
- Pseudocalotes larutensis
- Pseudocalotes microlepis
- Pseudocalotes poilani
- Pseudocalotes rhaegal
- Pseudocalotes rhammanotus
- Pseudocalotes saravacensis
- Pseudocalotes tympanistriga
- Pseudocalotes viserion
- Pseudocalotes ziegleri
- Pseudocophotis kontumensis
- Pseudocophotis sumatrana
- Pseudotrapelus aqabensis
- Pseudotrapelus chlodnickii
- Pseudotrapelus dhofarensis
- Pseudotrapelus jensvindumi
- Pseudotrapelus neumanni
- Pseudotrapelus sinaitus
- Ptyctolaemus collicristatus
- Ptyctolaemus gularis
- Rankinia diemensis
- Saara asmussi
- Saara hardwickii
- Saara loricata
- Salea anamallayana
- Salea gularis
- Salea horsfieldii
- Sarada darwini
- Sarada deccanensis
- Sarada superba
- Sitana attenboroughii
- Sitana devakai
- Sitana fusca
- Sitana gokakensis
- Sitana kalesari
- Sitana laticeps
- Sitana marudhamneydhal
- Sitana ponticeriana
- Sitana schleichi
- Sitana sivalensis
- Sitana spinaecephalus
- Sitana thondalu
- Sitana visiri
- Stellagama stellio
- Thaumatorhynchus brooksi
- Trapelus agilis
- Trapelus agnetae
- Trapelus boehmei
- Trapelus flavimaculatus
- Trapelus jayakari
- Trapelus megalonyx
- Trapelus mutabilis
- Trapelus rubrigularis
- Trapelus ruderatus
- Trapelus sanguinolentus
- Trapelus savignii
- Trapelus schmitzi
- Trapelus tournevillei
- Tropicagama temporalis
- Tympanocryptis centralis
- Tympanocryptis cephalus
- Tympanocryptis condaminensis
- Tympanocryptis diabolicus
- Tympanocryptis fortescuensis
- Tympanocryptis gigas
- Tympanocryptis houstoni
- Tympanocryptis intima
- Tympanocryptis lineata
- Tympanocryptis pentalineata
- Tympanocryptis pinguicolla
- Tympanocryptis pseudopsephos
- Tympanocryptis tetraporophora
- Tympanocryptis uniformis
- Tympanocryptis wilsoni
- Uromastyx acanthinura
- Uromastyx aegyptia
- Uromastyx alfredschmidti
- Uromastyx benti
- Uromastyx dispar
- Uromastyx geyri
- Uromastyx macfadyeni
- Uromastyx nigriventris
- Uromastyx occidentalis
- Uromastyx ocellata
- Uromastyx ornata
- Uromastyx princeps
- Uromastyx shobraki
- Uromastyx thomasi
- Uromastyx yemenensis
- Xenagama batillifera
- Xenagama taylori
- Xenagama wilmsi
- Xenagama zonura